# Concerto pour clavecin et petit orchestre
Le Concerto pour clavecin et petit orchestre H.246 est un concerto du compositeur tchèque Bohuslav Martinů. Composé en 1935, il fut créé 29 janvier 1936 par l'ensemble instrumental dirigé par Henri Tomasi avec sa dédicataire, la claveciniste Marcelle de Lacour. Il est d'un style néoclassique français.

## Mouvements
1. Poco Allegro, à
2. Adagio, à
3. Allegretto, à

- Durée d'exécution : entre dix-sept et vingt minutes.